# أيثل براونينغ
إيثيل براونينغ ني تشادويك (1891-1969) ، هي باحثة في الطب ومتخصصة في التغذية وعلم السموم.كتبت العديد من الأبحاث وألفت 12 كتابا من ضمنها كتاب «سمية المذيبات العضوية الصناعية» الذي أصبح المرجع المعتمد في هذا المجال.عينت مفتشة رسمية للمصانع من عام 1940 حتى 1958, واستمرت في عملها هذا كاستشارية في السبعينات من عمرها.